# 产能规划
产能规划（英语：Capacity Planning）是组织为满足不断变化的产品需求来确定所需要的产能的过程。在产能计划中，设计产能是组织在给定时期内能够完成的最大工作量。有效产能是指组织额外考虑到存在质量问题、延误、物料搬运等限制情况下，在给定时间内能够完成的最大工作量。
该术语还在商业计算和信息技术中用作容量管理的同义词。IT容量规划涉及估算未来所需的存储硬件、计算机硬件、软件和网络基础设施资源。企业一般会关注其是否足够的资源来处理用户和交互次数的增长。容量管理涉及向实际或虚拟服务器增加中央处理器(CPU)、内存和存储空间，此乃传统或垂直扩展Web应用程序的方式，但是IT容量规划的开发目标是对此类垂直扩展需求做预测。
组织产能若与客户需求之间存在差距，则会导致效率低下、资源利用不足或难以客户需求的情况。产能规划的目标则是缩小差距。对产能需求会基于产出变化进行改变，例如增加或减少现有产品生产量，或转而生产新品。可以通过提高整体设备效率(OEE)来提高现有产能利用率。可以通过引入新技术、设备和材料、增加工人或设备的数量、增加轮班次数或购买额外的生产设备来提高产能。
产能 =（机器或工人的数量）×（班次数）×（利用率）×（效率）。

## 策略
产能规划的大类是领先战略、滞后战略、匹配战略和调整战略。
- 领先战略（英语：Lead strategy）是基于需求增长而增加产能。领先战略是积极的战略，目标是通过提高服务水平和缩短交货时间来从竞争对手处吸引客户，也是为了降低缺货成本的策略。组织拥有大量产能并不一定代表组织有着很高的库存水平，但可能代表着组织会有很高的周期库存成本。过剩产能也可以租给其他公司使用。

领先战略的优势：确保组织有足够的产能满足所有需求（即使是在高速增长时期）。这一点在当产品或服务的可用性至关重要时尤为关键，例如紧急护理或热门新产品。对于许多新产品而言，上市的时间对产品成功与否至关重要。领先产能战略可以用来抢占那些计划扩大自身产能的竞争对手的优势。率先在某个地区开设大型杂货店或家居装修店为零售商提供了明显的优势。最后，许多企业发现，基于需求的增长而激进地扩产甚至比小幅度扩产更便宜、受到的干扰更小。当然，领先战略风险也可能很大，尤其是在需求不可预测或技术发展迅速的情况下。
- 滞后策略（英语：Lag strategy）是指仅在组织满负荷运行或因需求增加而超负荷运行后才去增加产能（北卡罗来纳州立大学，2006年）。与领先产能策略相反，这是一种更保守的策略。它降低了浪费的风险，但可能会因缺货或客服水平低下而导致潜在客户流失。该策略的三个明显优势是降低了过度扩产的风险、提高利用率从而提高了生产率，以及尽可能推迟大型投资的能力。遵循这种策略的组织一般提供成熟的、对成本敏感的产品或服务。
- 匹配策略（英语：Match strategy）是根据市场不断变化的需求少量增加容量。这是一个比较温和的策略。
- 调整策略（英语：Adjustment strategy）是根据消费者的需求或产品/系统架构的重大变化来增减产能的策略。

## 产能
在系统工程的背景下，产能规划用于体系设计和系统性能监控。
产能规划是建立企业资源的长期决策，涵盖较长时间段。产能决策会影响生产前置时间、响应客户能力、运营成本和公司竞争能力。产能规划不当会导致客户和业务的流失。产能过剩会浪费组织资源，并影响组织对利润更高行业进行投资的能力。何时扩产以及扩产多少是一个关键决策的问题。未能及时正确做出此类决策可能会对组织整体绩效造成严重损害。 

### 产能扩充的必要性
排期的角度来看，确定制造特定数量的产品需要多少产能（或时间）是相对容易的。只需将标准周期时间乘以零件数量，然后除以零件或流程OEE%即可得出。
如果生产计划在循环时间为30秒的机器上生产500件产品A，并且该过程的OEE为85%，则生产产品的时间将计算如下：
（500个产品 × 30秒）/ 85% = 17647秒。通过OEE%可以很容易地确定组织是否有足够的产能来满足需求。在此示例中，标准为4.2小时，而基于OEE%为4.9小时。
通过对所有机器进行相应的产能评估，可以确定所需的总产能。

### 可用产能
了解生产可用的产能是产能计划重要的环节之一。年度预测用于确定每年生产所需小时数。可用产能是所需产能与计划运行产能之间的差值。
产能支撑着战略的制定和执行，因为产能衡量组织利用资源的能力。如果缺乏有效的资源，战略的制定和实施会非常困难。

## 引用
1. ↑  . North Carolina State University. 2006  [2008-10-26]. （原始内容存档于2017-04-27）.
2. ↑  Rouse, Margaret, , April 2006  [23 September 2015], （原始内容存档于2018-03-03）
3. ↑  Stamford, Conn, , May 8, 2014  [24 September 2015], （原始内容存档于May 12, 2014）
4. ↑  Gunther, Neil J. . Springer. 2007. ISBN 978-3-540-26138-4.
5. ↑  Spicar, Radim. . Procedia Engineering. 2014, 69 (C): 1350–1355. doi:10.1016/j.proeng.2014.03.128 .